# جابر خالد جابر الصباح
شیخ جابر الخالد الجابر الفاضل الصباح (۲۵ نوامبر 1944 -)، نظامی، دیپلمات و سیاستمدار کویتی است.
او رئیس ستاد ارتش کویت در سال ۱۹۹۲ بود. فرمانده نیروهای کویت در عملیات آزادسازی کویت در سال ۱۹۹۱، سپس سفیر کویت در عربستان سعودی (۱۹۹۸–۲۰۰۱) و در نهایت وزیر کشور کویت (۲۰۰۷–۲۰۱۱) از جمله مناسب او بوده‌است.